# Duché d'Aremberg
Vers 1279 – 1794
Entités précédentes :
- Électorat de Cologne

Entités suivantes :
- Département de la Roer (1797)
- Duché d'Arenberg-Meppen (1803)

Le duché d'Aremberg ou d'Arenberg est un ancien duché d'Allemagne, et de l'actuelle Belgique.
Le bourg et château d'Aremberg, à 50 km au nord-ouest de Coblence, situé dans l'Eifel, était jadis la résidence des comtes et puis ducs de la Maison d'Arenberg, d'abord un burgraviat.
La terre d'Aremberg était d'abord un comté. Elle passa, par alliance, en 1298 dans la maison des comtes de La Mark.
En 1547, ce comté échut, encore par alliance, à Jean de Barbançon, de la maison de Ligne. Le comté s’accroît considérablement en 1559 par l'acquisition de la baronnie de Zewenberghes.
Élevé au rang de principauté en 1576, il prit place parmi les États formant le Saint-Empire romain germanique.
En 1644, il fut érigé en duché, en faveur de Philippe-François d'Arenberg, duc d'Aerschot, et continua jusqu'en 1801 à être fief immédiat de l'Empire : à cette époque, il fut médiatisé.
En 1815, la plus grande partie du duché passa sous la souveraineté du roi de Hanovre, et le reste fut, avec le bourg d'Aremberg, donné à la Prusse.

## Liste des seigneurs, puis princes d'Aremberg

### Première maison d'Aremberg[2]
- Ulrich (1032), burgrave de Cologne, seigneur d'Aremberg
- Franco Ier (1061-1074), burgrave de Cologne, seigneur d'Aremberg
- Arnaud (1082-1135), burgrave de Cologne, seigneur d'Aremberg
- Franco II (1106-1135), burgrave de Cologne, seigneur d'Aremberg
- Henri Ier (1136–1159), burgrave de Cologne, seigneur d'Aremberg
- Gérard, burgrave de Cologne, seigneur d'Aremberg
- Henri II (1166/67–1197), burgrave de Cologne, seigneur d'Aremberg
- Évrard, burgrave de Cologne, seigneur d'Aremberg
- Henri III, burgrave de Cologne, seigneur d'Aremberg
- Jean, seigneur d'Aremberg, vend en 1279 le burgraviat de Cologne
- Mathilde (morte en 1348), dame d'Aremberg, épouse en 1299 le comte Engelbert II de La Marck

### Maison de La Marck[3]
- 1348-1387 : Évrard II de La Marck, seigneur d'Aremberg
- 1387-1440 : Évrard III de La Marck, seigneur d'Aremberg
- 1440-1480 : Jean Ier de La Marck, seigneur d'Aremberg
- 1480-1496 : Évrard IV de La Marck, seigneur d'Aremberg
- 1496-? : Jean de La Marck, seigneur d'Aremberg
- ?-1531 : Évrard V de La Marck, seigneur d'Aremberg
- 1531-1487 : Robert Ier de La Marck, seigneur d'Aremberg
- 1487-1536 : Robert II de La Marck, seigneur d'Aremberg
- 1536-1536 : Robert III de La Marck, seigneur d'Aremberg
- 1536-1599 : Marguerite de La Mark-Arenberg, comtesse puis princesse (1576) d'Aremberg

### Maison de Ligne[4]

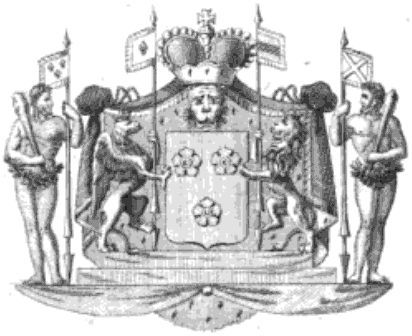
Armoiries des ducs d'Arenberg

- 1547-1568 : Jean de Ligne, comte d'Aremberg
- 1599-1616 : Charles, prince d'Arenberg
- 1616-1640 : Philippe-Charles d'Arenberg, prince d'Arenberg
- 1640-1674 : Philippe-François d'Arenberg, prince d'Aremberg, premier duc d'Aremberg
- 1674-1681 : Charles-Eugène d'Arenberg, prince d'Aremberg, deuxième duc d'Aremberg
- 1681-1691 : Philippe-Charles François d'Arenberg, prince d'Aremberg, troisième duc d'Aremberg
- 1691-1754 : Léopold-Philippe d'Arenberg, prince d'Aremberg, quatrième duc d'Aremberg
- 1754-1778 : Charles Marie Raymond d'Arenberg, prince d'Aremberg, cinquième duc d'Aremberg
- 1778-1820 : Louis Engelbert, prince d'Aremberg, sixième duc d'Aremberg
- 1820-1861 : Prosper-Louis d'Arenberg, prince d'Aremberg, septième duc d'Aremberg
- 1861-1875 : Engelbert-Auguste d'Arenberg, prince d'Aremberg, huitième duc d'Aremberg
- 1875-1949 : Engelbert-Marie d'Arenberg, prince d'Aremberg, neuvième duc d'Aremberg
- 1949-1974 : Engelbert-Charles, prince d'Arenberg, dixième duc d'Aremberg
- 1974-1992 : Éric, prince d'Aremberg, onzième duc d'Aremberg
- 1992-2011 : Jean Engelbert, prince d'Aremberg, douzième duc d'Aremberg
- depuis 2011 : Leopold Engelbert Evrard, prince d'Aremberg, treizième duc d'Aremberg